# گورکی ۲۷۶۸

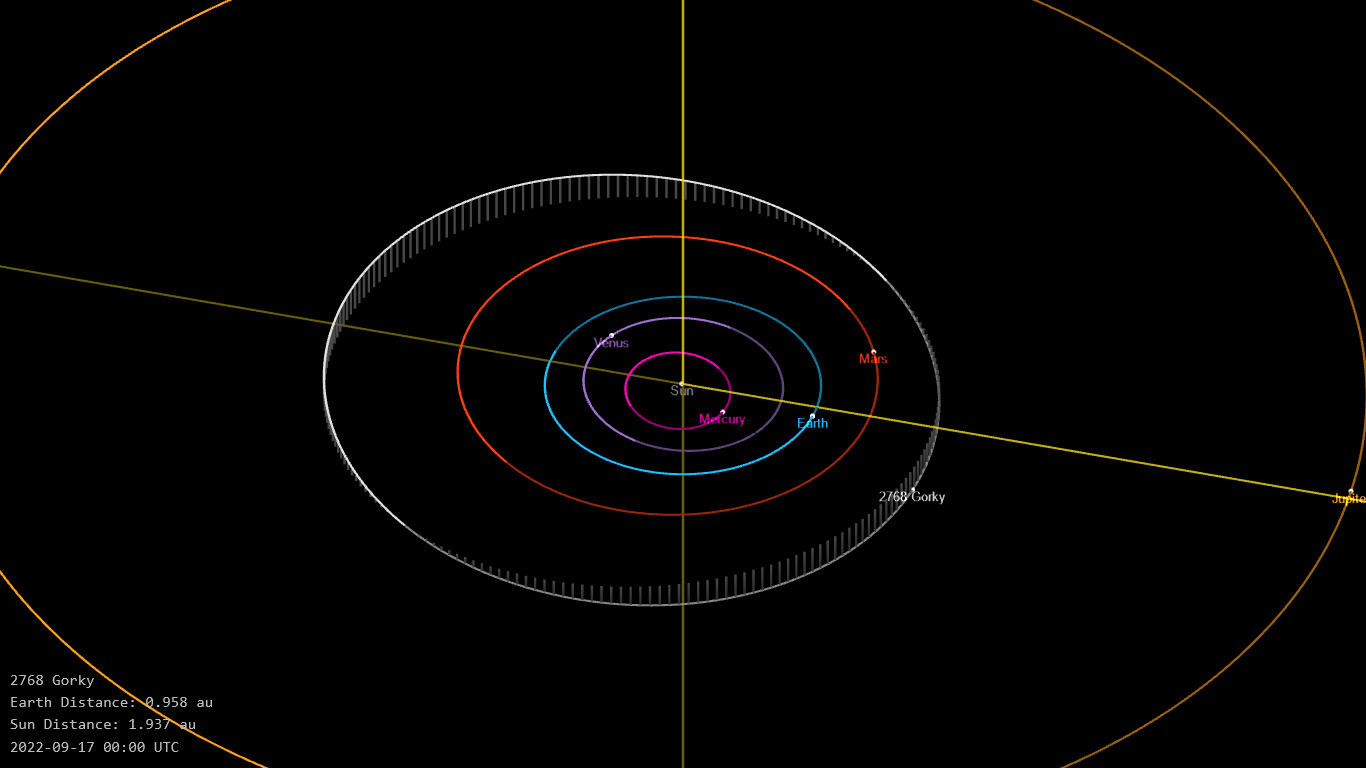
نمایی از سیارک گورکی ۲۷۶۸ در مدار - ۲۰۲۲

سیارک ۲۷۶۸ (به انگلیسی: 2768 Gorky، نامگذاری:1972RX3) دو هزار و هفتصد و شصت و هشتمین سیارک کشف شده‌است که در ۶ سپتامبر ۱۹۷۲ کشف شد.
قدر مطلق سیارک برابر ۱۲٫۳۰ است.